# Kompania graniczna KOP „Rubieżewicze”

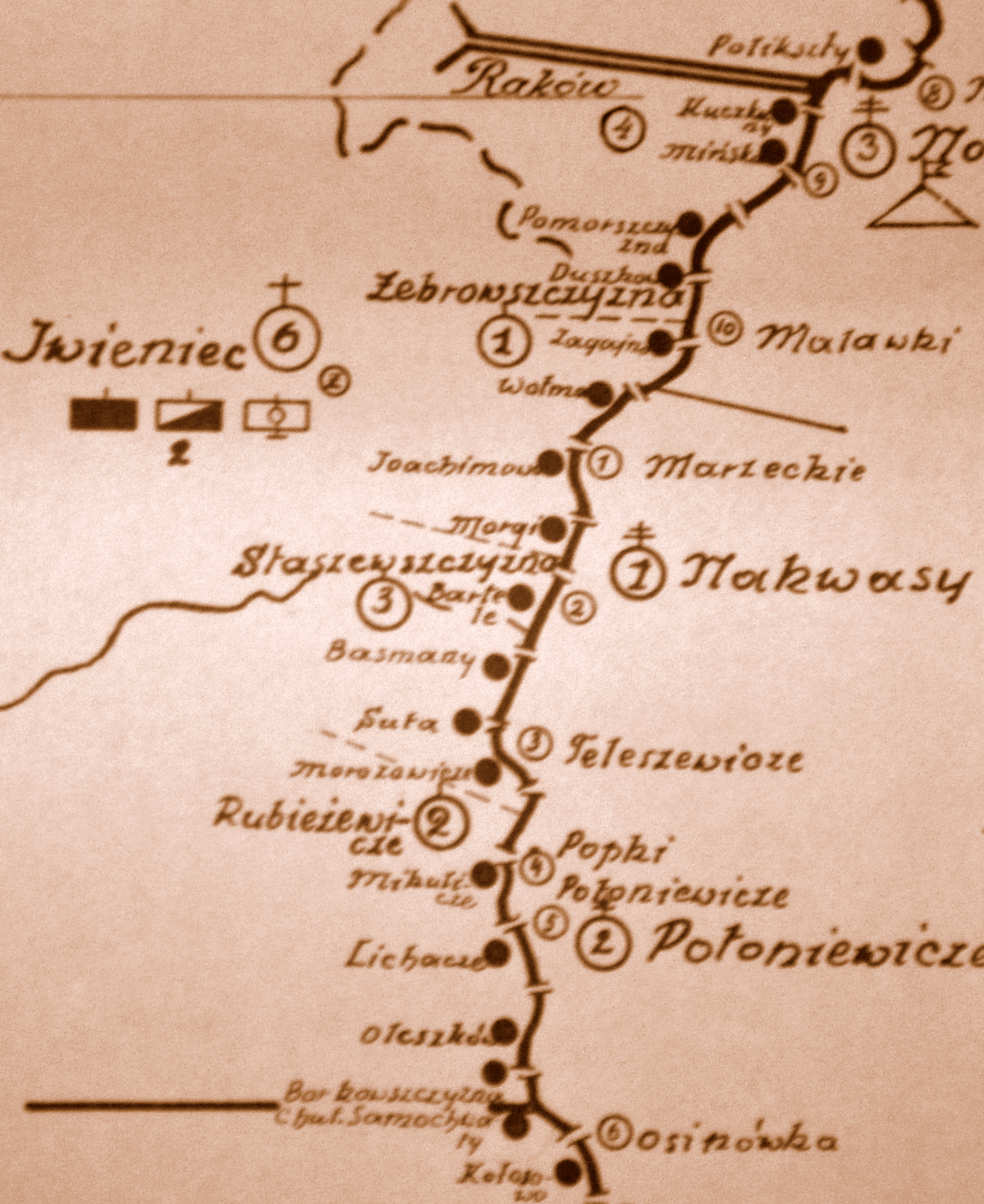
Rozmieszczenie batalionu KOP „Iwieniec” w 1931

Kompania graniczna KOP „Rubieżewicze” – pododdział graniczny Korpusu Ochrony Pogranicza pełniący służbę ochronną na granicy polsko-radzieckiej.

## Geneza
Do czasu zakończenia wojny polsko-bolszewickiej, czyli do jesieni 1920, wschodnią granicę państwa polskiego wyznaczała linia frontu. Dopiero zarządzeniem z 6 listopada 1920 utworzono Kordon Graniczny Ministerstwa Spraw Wojskowych. W połowie stycznia 1921 zmodyfikowano formę ochrony granicy i rozpoczęto organizowanie Kordonu Granicznego Naczelnego Dowództwa WP. Obsadzony on miał być przez żandarmerię polową i oddziały wojskowe. Latem 1921 ochronę granicy wschodniej postanowiło powierzyć Batalionom Celnym. W Rubieżewicach rozmieszczono dowództwo i pododdziały sztabowe 12 batalionu celnego. 
W drugiej połowie 1922 przeprowadzono kolejną reorganizację organów strzegących granicy wschodniej. 1 września 1922 bataliony celne przemianowano na bataliony Straży Granicznej. W rejonie odpowiedzialności przyszłej kompanii granicznej KOP „Rubieżewicze” służbę graniczną pełniły pododdziały 12 batalionu Straży Granicznej. 
Już w następnym zlikwidowano Straż Graniczną, a z dniem 1 lipca 1923 pełnienie służby granicznej na wschodnich rubieżach powierzono Policji Państwowej. 
W sierpniu 1924 podjęto uchwałę o powołaniu Korpusu Ochrony Pogranicza – formacji zorganizowanej na wzór wojskowy, a będącej w etacie Ministerstwa Spraw Wewnętrznych.

## Formowanie i zmiany organizacyjne
Na podstawie rozkazu szefa Sztabu Generalnego L. dz. 12044/O.de B./24 z 27 września 1924, w pierwszym etapie organizacji Korpusu Ochrony Pogranicza sformowano 8 batalion graniczny , a w jego składzie 16 kompanię graniczną KOP „Rubieżewicze”.
Potem kompania przeszła w podporządkowanie dowódcy batalionu KOP „Iwieniec”.
W 1930 strażnicy nadano imię Władysława Syrokomli.
W 1934 w batalionie KOP „Iwieniec” dokonano pewnych zmian strukturalnych. Z dniem 1 grudnia 1934 w kompanii pozostały tylko strażnice „Lichacz”, „Oleszkowo” i „Borkowszczyzna”. Latem 1936 dowódca KOP polecił wyłączyć ze składu batalionu KOP „Iwieniec” 2 kompanię graniczną „Rubieżewicze” i włączyć ją jako 4 kompanię graniczną batalionu KOP „Stołpce”. Odcinek ochraniany przez kompanię włączono w rejon odpowiedzialności dowódcy batalionu KOP „Stołpce” . W listopadzie 1936 kompania liczyła 2 oficerów, 7 podoficerów, 4 nadterminowych i 83 żołnierzy służby zasadniczej.
W 1939 4 kompania graniczna KOP „Rubieżewicze” podlegała dowódcy batalionu KOP „Stołpce”.

## Służba graniczna
Podstawową jednostką taktyczną Korpusu Ochrony Pogranicza przeznaczoną do pełnienia służby ochronnej był batalion graniczny. Odcinek batalionu dzielił się na pododcinki kompanii, a te z kolei na pododcinki strażnic, które były „zasadniczymi jednostkami pełniącymi służbę ochronną”, w sile półplutonu. Służba ochronna pełniona była systemem zmiennym, polegającym na stałym patrolowaniu strefy nadgranicznej i tyłowej, wystawianiu posterunków alarmowych, obserwacyjnych i kontrolnych stałych, patrolowaniu i organizowaniu zasadzek w miejscach rozpoznanych jako niebezpieczne, kontrolowaniu dokumentów i zatrzymywaniu osób podejrzanych, a także utrzymywaniu ścisłej łączności między oddziałami i władzami administracyjnymi. Miejscowość, w którym stacjonowała kompania graniczna, posiadała status garnizonu Korpusu Ochrony Pogranicza.
2 kompania graniczna „Rubieżewicze” w 1934 ochraniała odcinek granicy państwowej szerokości 16 kilometrów 811 metrów. Po stronie sowieckiej granicę ochraniały zastawy „Popki” i „Połoniewicze” z komendantury „Połoniewicze” .
Wydarzenia:
- W meldunku sytuacyjnym z 26 stycznia 1925 napisano:

W rejonie kompanii miało miejsce samobójstwo osoby cywilnej Alekszndry Kaczanowicz, która zastrzeliła się z rewolweru kpr. Romualda Mackiewicza z 1 komp. VIII baonu.
Kompanie sąsiednie:
- 3 kompania graniczna KOP „Stasiewszczyzna” ⇔ 3 kompania graniczna KOP „Kołosowo” – 1928[20], 1929[21], 1931[18] , 1932[22], 1934[23], 1938[24]

## Struktura organizacyjna
Strażnice kompanii w latach 1928 – 1932 
- strażnica KOP „Mikulicze”[c]
- strażnica KOP „Lichacze”[d]
- strażnica KOP „Oleszkowo”[e]
- strażnica KOP „Borkowszczyzna”

Strażnice kompanii w 1934
- strażnica KOP „Rubieżewicze”
- strażnica KOP „Lichacze”
- strażnica KOP „Oleszkowo”
- strażnica KOP „Borkowszczyzna”

W 1934 strażnica KOP „Mikulicze” przeniesiona została do Rubieżewicz.
Strażnice kompanii w 1938
- strażnica KOP „Rubieżewicze”
- strażnica KOP „Oleszkowo”
- strażnica KOP „Borkowszczyzna”

Organizacja kompanii 17 września 1939:
- dowództwo kompanii
- pluton odwodowy
- 1 strażnica KOP „Rubieżewicze”
- 2 strażnica KOP „Oleszkowo”
- 3 strażnica KOP „Borkowszczyzna”

## Dowódcy kompanii
- kpt. Stanisław Wajczak (był IV 1927 dowódcą 2 kg)[29]
- kpt. Stanisław Rychter(był VII 1927 dowódcą 2 kg)[29]
- kpt. Stanisław Wolnowski (5 X 1928 − 14 III 1930 → przeniesiony do batalionu KOP „Wołożyn”)[30]
- kpt. Stanisław Bałka (17 IV 1930 − III 1931)[30]
- kpt. Kazimierz Przeradzki (20 III 1931 −)[30] [29]
- p.o. por. Władysław Monkosa (był 31 X 1931 −)[30]
- kpt. Tadeusz Stawicki (był I 1933 − IV 1935)[29]
- kpt. Józef Kojder (był VIII 1935 - 21 VI 1936)[29]

Latem 1936 wyłączono ze składu batalionu KOP „Iwieniec” 2 kompanię graniczną „Rubieżewicze” i włączono ją jako 4 kompanię graniczną do batalionu KOP „Stołpce”. 
- kpt. / mjr Emil Zawisza (9 X 1936 - 30 IV 1937 → przeniesiony do 84 pułku piechoty)[f]
- kpt. Franciszek Barszczewski[g] (- 1939)